# ميكاه ستيفن وليامز
ميكاه ستيفن وليامز (بالإنجليزية: Micah Stephen Williams)‏ هو ممثل أمريكي، ولد في 1990 في الولايات المتحدة.

## أعمال

### أفلام
- (2007) جامب إن!

## وصلات خارجية
- ميكاه ستيفن وليامز على موقع IMDb (الإنجليزية)
- ميكاه ستيفن وليامز على موقع قاعدة بيانات الفيلم (الإنجليزية)